# Thomas Madvig
Thomas Madvig (født 19. juli 1972 i Farum) er en dansk Dj og studievært. 
Han debuterede som radiovært som 12-årig og havde sit første dj-job, da han var 17. Han har bl.a. været radiovært på The Voice. Internationalt blev han kendt som Danmarks anden MTV-vært fra 1996 til 1999 (Maiken Wexø var danmarks første MTV-vært og debuterede i 1985 som 17-årig). Tilbage i Danmark blev han vært på DR's P3 i 2000. Han lavede Det Store mix sammen med Krede. Han var fra 2000 til 2004 en del af den københavnske onsdags-club Verydisco. Da TV 2 Radio blev etableret, blev Madvig vært.
Thomas Madvig er desuden speaker og har siden 2006 været Discovery Channel's faste speaker.
Stilistisk repræsenterer Madvig bl.a. techhouse.
Desuden har han været han medejer af nat-klubben "TS" i Studiestræde i København.